# Илирски цареви
Илирски цареви (лат. Illyriciani, „Илиричани“) је појам који се односи на већи број римских царева који су владали Римским царством од средине 3. века. Заједничко им је да су потицали из подунавских земаља које је касније Диоклецијан обухватио у префектуру Илирик. Осим тога, сви су они почев од Клаудија II Готског били ниског порекла, нису имали везе са старом елитом у центру Царства и њихово напредовање почињало је са војном каријером.
Појам „илирски“ нема етичку ознаку, него означава регионално порекло. Одиста, преци илирских царева припадали су мање или више — колико се то може видети у писаним изворима — у великој мери романизованом провинцијалном становништву подунавских земаља. Само за неке од њих може се наћи податак да су припадали домородачким народима из региона. Подунавље је током 3. века постало једно од најзначајнијих простора за регрутовање царске војске. Због тога што је истовремено растао политички утицај војске и што од око 260. више није било потребно бити сенатор да би се постало цар, више војника илирског порекла успело је да се уздигне до царског положаја.
Закључно са Диоклецијаном сви илирски цареви су од стране војникâ којима су командовали били проглашавани за цареве и то у оквиру узурпације усмерене против тренутно владајућег цара. У погледу тога ова скупина се делимично преклапа са чувеним војничким царевима. Каснији „Илиричани“ као нпр. Констанције I Хлор у систему тетрархије до власти стизали су путем кооптације. Са прекидом од око тридесет година са Јовијаном је 363. почиње нова серија илирских царева. Коначно, и источноримски цареви који су владали у 6. веку Јустин I, који је око 470. као син сељака приступио војсци и у њој узнапредовао, и Јустинијан I, били су људи простог порекла из римских подунавских провинција. Уједно су били и последњи цареви којима је матерњи језик био латински.
Када је у последњој четвртини 6. века Подунавље било опустошено од словенских, аварских и хунских нападача и на дуже време измакло царској контроли, област је изгубила свој значај као простор за регрутовање војске. Отада је већина војних заповедника долазила из Мале Азије, а са тим је и време илирских царева достигло свој крај.

## Списак
Илирски цареви у ужем смислу: Од друге половине 3. века до прве половине 4. века
- Деције - 249–251
- Хостилијан - 251
- Клаудије II Готски - 268–270
- Квинтил - 270
- Аурелијан - 270–275
- Проб - 276–282
- Диоклецијан - 284–305
- Максимијан - 286–305
- Галерије - 305–311
- Констанције I Хлор - 293–306
- Константин I - 306–337
- Максимин Даја - 310–313

Илиричани у другој половини 4. века
- Јовијан 363–364
- Валентинијан I - 364–375
- Валенс - 364–378

Источноримски цареви илирског порекла у 5. и 6. веку
- Лав I - 457–474
- Анастасије - 491–518
- Јустин I - 518–527
- Јустинијан - 527–565